# Maldeikis
Maldeikis ist ein litauischer männlicher Familienname.

## Herkunft
Malda auf Litauisch bedeutet 'Gebet'.

## Weibliche Formen
- Maldeikytė (ledig)
- Maldeikienė (verheiratet)
- Maldeikė

## Namensträger
- Eugenijus Maldeikis (*  1958), liberaler Politiker, Europarlamentsmitglied, Seimas-Mitglied, Wirtschaftsminister
- Matas Maldeikis (* 1980), konservativer Politiker, Seimas-Mitglied